# The Black Dahlia Murder
The Black Dahlia Murder (TBDM) är ett melodiskt tech-death metal-band från Waterford, Michigan, USA. Bandet har även tekniska inslag i musikstilen med hardcore. Bandet har tagit sitt namn från det uppmärksammade mordfallet Elizabeth Short (aka The Black Dahlia).
Bandet bildades 2001 och efter att ha släppt EP:n A Cold-Blooded Epitaph 2002, erbjöds de skivkontrakt av Metal Blade Records. Fullängdsdebuten Unhallowed gavs ut 2003 och deras åttonde album, Nightbringers, släpptes i oktober 2017.
Bandet turnerade under 2008 med bland andra Vader, Psycroptic, Kataklysm och Aborted.
Den 11 maj 2022 tillkännagav bandet att grundaren och vokalisten Trevor Strnad avlidit. Han blev 41 år gammal. Efter att ha funderat ett tag beslöt bandet att fortsätta, och gitarristen Brian Eschbach tog över sången. Bandets tionde album, och det första med honom som vokalist, Servitude, släpptes 2024. 

## Medlemmar

### Nuvarande medlemmar
- Brian Eschbach – gitarr (2001–2002), sång (2022– )
- Ryan Knight – gitarr (2008–2016, 2022– )
- Max Lavelle – basgitarr (2012– )
- Alan Cassidy – trummor (2012– )

### Tidigare medlemmar
- Trevor Strnad - sång (2001–2022; död 2022)
- Joe Boccuto – basgitarr (2003)
- Mahlon Orrin – basgitarr (2001)
- Mark Ratay – basgitarr (2001)
- Mike Schepman – basgitarr (2001)
- Sean Gauvreau – basgitarr (2001–2002)
- Cory Grady – trummor (2001–2004)
- John Deering – gitarr (2001–2002)
- David Lock – basgitarr (2002–2005)
- John Kempainen – gitarr (2002–2008)
- Ryan "Bart" Williams – basgitarr (2005–2012)
- Zach Gibson – trummor (2005)
- Pierre Langlois – trummor (2006)
- Shannon Lucas – trummor (2007–2012)

Turnerande medlemmar
- Ryan "Bart" Williams – basgitarr (2005)
- Tony Laureano – trummor (2005)
- Kevin Talley – trummor (2006)
- Matthew Paulazzo – trummor (2017)

## Diskografi
Studioalbum
- Unhallowed (2003)
- Miasma (2005)
- Nocturnal (2007)
- Deflorate (2009)
- Ritual (2011)
- Everblack (2013)
- Abysmal (2015)
- Nightbringers (2017)
- Verminous (2020)
- Servitude (2024)

EP
- A Cold-Blooded Epitaph (2002)
- Grind 'Em All (2014)

Singlar
- "A Selection Unnatural" (2009)
- "This Mortal Coil" (2009)
- "Into the Everblack" (2013)
- "Gone but Not Forgotten" (2017)

Demo
- What a Horrible Night to Have a Curse (2001)
- Demo 2002 (2002)

Video
- Majesty (DVD) (2009)
- Fool 'Em All (DVD) (2014)